# Pothyne strigatoides
Pothyne strigatoides är en skalbaggsart som beskrevs av Stefan von Breuning 1950. Pothyne strigatoides ingår i släktet Pothyne och familjen långhorningar. Inga underarter finns listade i Catalogue of Life.